# Королева Греції
Королева Греції, дружина короля Греції.
У списку перелічені дружини королів Греції — Королеви-консорти. Коли чоловік становився королем, її присвоювався титул Її Величність Королева-консорт Греції. Лише Аспації Манос, дружині короля Олександра був присвоєний титул принцеси грецької, а не королеви.
| Портрет | Ім'я                   | Батько                                              | Народження     | Шлюб              | Королева з                                | Королева до                               | Смерть            | Чоловік      |
| ------- | ---------------------- | --------------------------------------------------- | -------------- | ----------------- | ----------------------------------------- | ----------------------------------------- | ----------------- | ------------ |
|         | Амалія Ольденбурзька   | Август Ольденбургський (Гольштейн-Готторпи)         | 21 грудня 1818 | 22 листопада 1836 | 22 листопада 1836                         | 23 жовтня 1862 зверження чоловіка з трону | 20 травня 1875    | Оттон        |
|         | Ольга Костянтинівна    | Констянтин Миколайович (Романови)                   | 3 вересня 1851 | 27 жовтня 1867    | 27 жовтня 1867                            | 18 березня 1913 вбивство чоловіка         | 18 липня 1926     | Георг I      |
|         | Софія Прусська         | Фрідріх III (Гогенцоллерни)                         | 14 липня 1870  | 27 жовтня 1889    | 18 березня 1913 вступ чоловіка на престол | 11 липня 1917 звергнення чоловіка         | 22 листопада 1936 | Костянтин I  |
|         | Аспазія Манос          | Петрос Манос (Манос)                                | 4 вересня 1896 | 4 листопада 1919  | 4 листопада 1919                          | 25 жовтня 1920 смерть чоловіка            | 7 серпня 1972     | Олександр I  |
|         | Софія Прусська         | Фрідріх III (Гогенцоллерни)                         | 14 липня 1870  | 27 жовтня 1889    | 19 грудня 1920 вступ чоловіка на престол  | 27 вересня 1922 звергнення чоловіка       | 22 листопада 1936 | Костянтин I  |
|         | Єлизавета Румунська    | Фердинанд I (Гогенцоллерни-Зігмарінгени)            | 12 жовтня 1894 | 27 литого 1921    | 27 вересня 1922 вступ чоловіка на престол | 25 березня 1924 звергнення чоловіка       | 14 листопада 1956 | Георг II     |
|         | Фредеріка Ганноверська | Ернст Август Брауншвейзький (Ганноверська династія) | 18 квітня 1917 | 9 січня 1938      | 1 квітня 1947 вступ чоловіка на престол   | 6 березня 1964 звергнення чоловіка        | 6 лютого 1981     | Павло I      |
|         | Анна-Марія Данська     | Фредерік IX (Глюксбурги)                            | 30 серпня 1946 | 18 вересня 1964   | 18 вересня 1964                           | 1 червня 1973 ліквідація монархії         |                   | Костянтин II |